# Sô-Ava
Sô-Ava is een van de 77 gemeenten (communes) in Benin. De gemeente ligt in het departement Atlantique en telt 76.315 inwoners (2002).

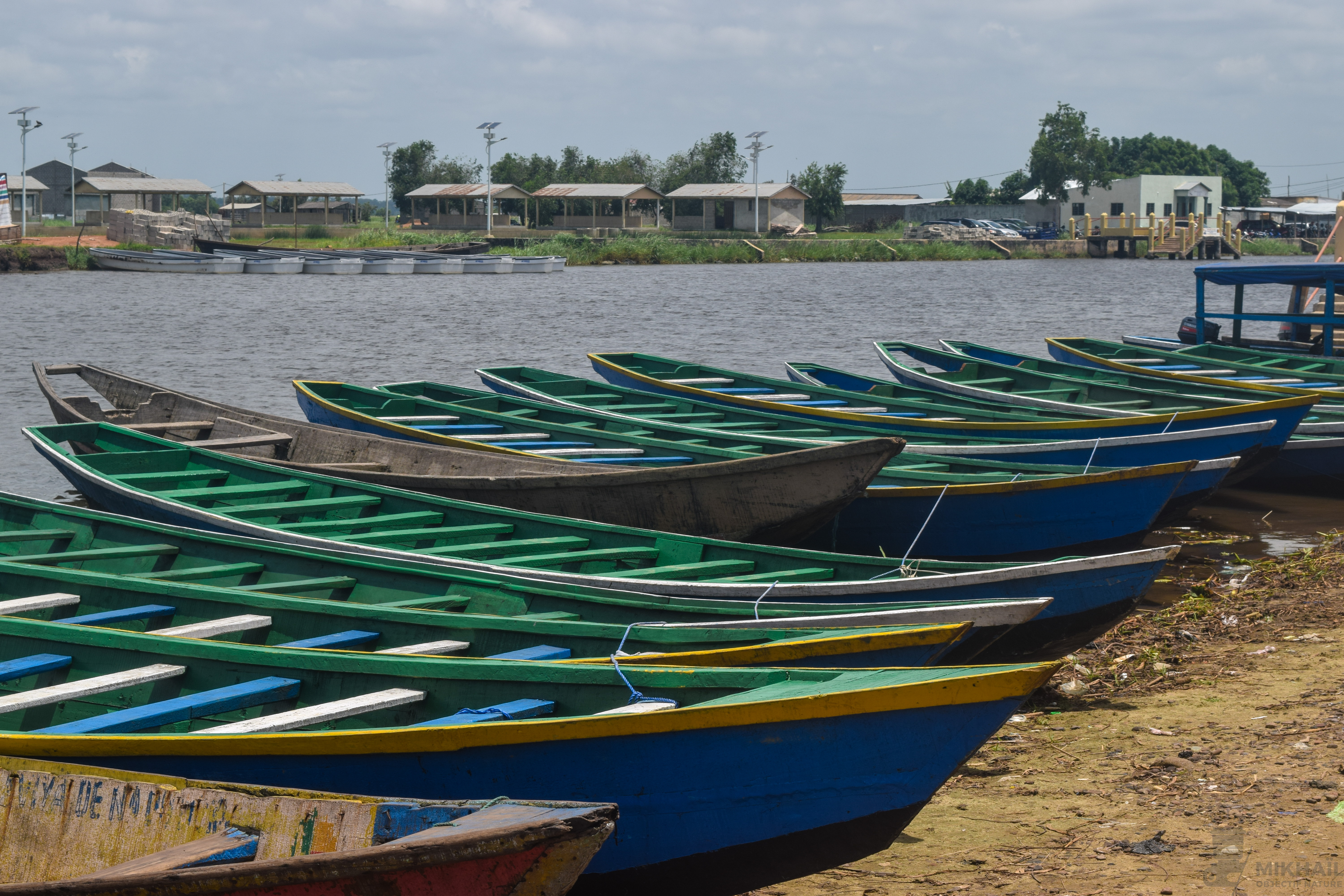
Vaartuigen langs de rivier